# محاضرة مصغرة
المحاضرة المصغرة هو مصطلح يستعمل لوصف محتوي تعليمي صمم للتعلم من خلال الانترنت أوعبرالهواتف الذكية. وهو يختلف عن مفهوم «المحتوى المصغر» أو «التعلم المصغر». وبحسب صحيفة الكرونيكل، هي مادة دراسية لا تتعدى الستون دقيقة وتعتمد هيكلية محددة. وعلى الرغم من نجاح مبادرة د. كي من جامعة ليدز في نشر «محاضرات الدقيقة الواحد»، الا ان هذا النوع من المحاضرات القصيرة لا تعتبر من المحاضرات المصغرة.
جوبه هذا الاسلوب الدراسي بردات فعل متناقضة من التربيون منهم من رأى انه نموذج ناحج نجاحها ومنهم من عارضها. 
انتشر الاهتمام بالمحاضرات بشكل كبير في الولايات المتحدة  لانه اعتبر جزء حيوي من خطة الاستجابة الشاملة، بينما انتشر في امكن أخرى من العالم مثل جامعة هونغ كونغ. وهناك جامعات اميركية اعتبرت الاسلوب هو ضروري مبدع لتطوير التعلم المطلوب للمتعلمي القرن الواحد والعشرين.
اعتبرت مؤسسة إديوكوز، الشهيرة في الابحاث في مجالات تكنولوجيا التعليم، ان المحاضرات المصغرة هي احدي الهم النماذج السبعة التي تحدد نظم تعليم المستقبلية.

## للاستزادة
- تصميم تعليمي
- محتوى مصغر
- تعلم مصغر
- تكنولوجيا التدريس